# Emil Otto Tafel

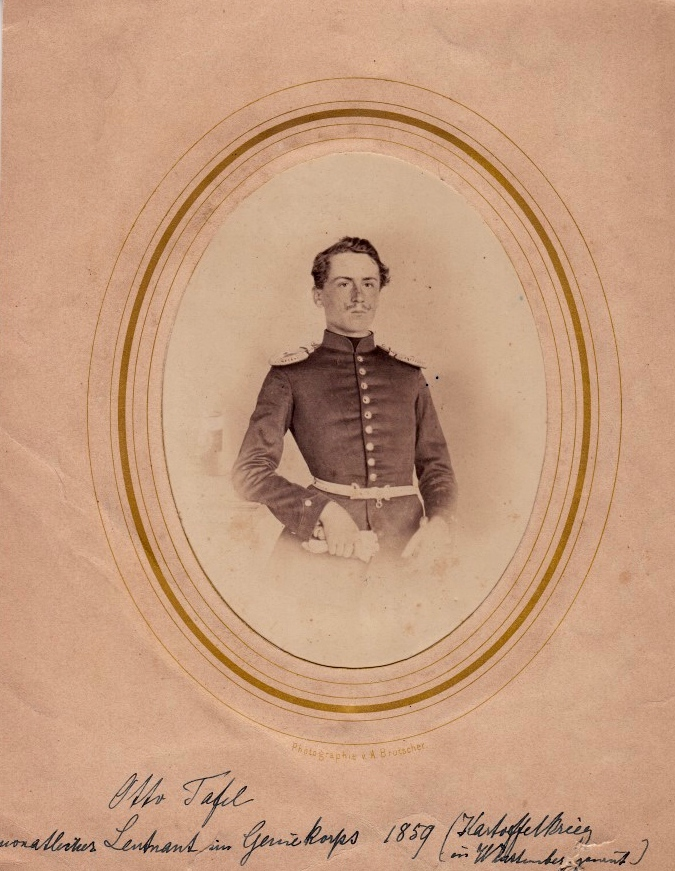
Emil Otto Tafel, 1859

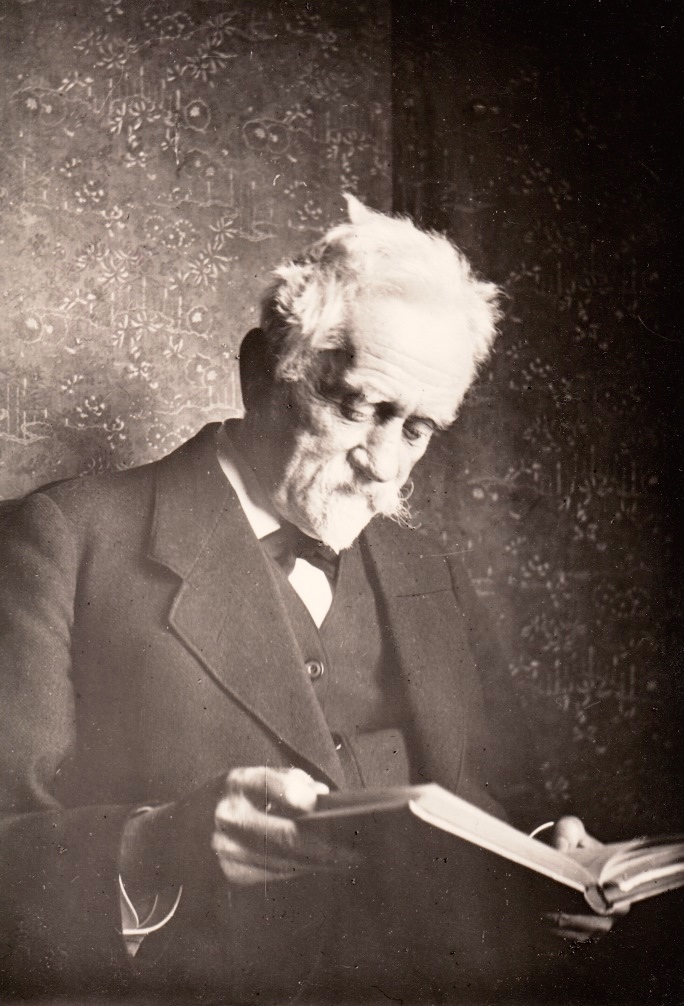
Emil Otto Tafel, 1912

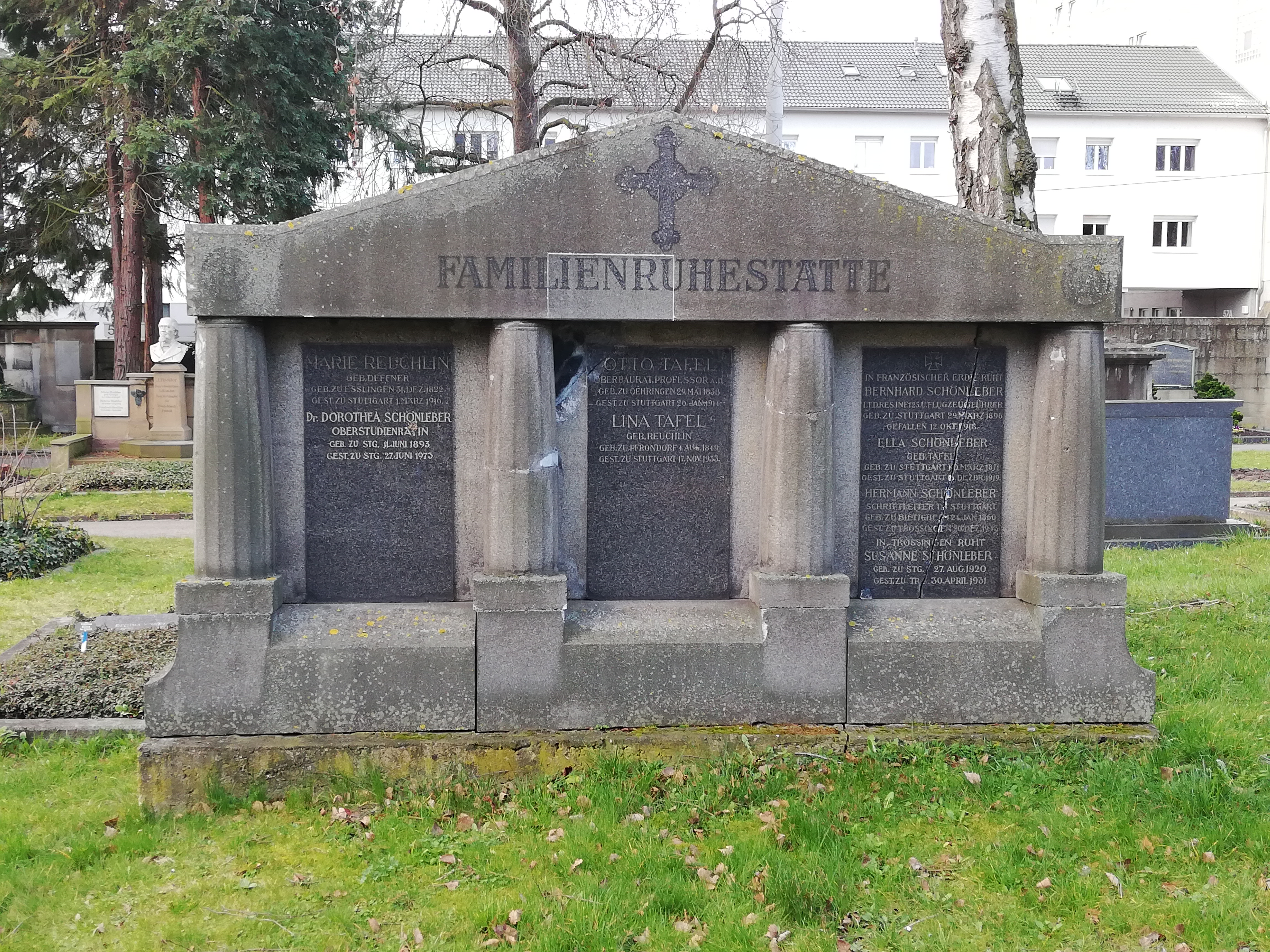
Grabstätte Tafels auf dem Stuttgarter Pragfriedhof

Emil Otto Tafel (* 29. Mai 1838 in Öhringen; † 26. Januar 1914 in Stuttgart) war ein deutscher Architekt.

## Leben
Otto Tafel wurde am 29. Mai 1838 in Öhringen als Sohn des Rechtsanwalts Christian Friedrich August Tafel (1798–1856) und dessen Ehefrau Marie (Luise) Tafel geb. Duttenhofer (1807–1839) geboren. Marie Tafel war eine Tochter der Scherenschnitt-Künstlerin Luise Duttenhofer.
Otto Tafel studierte von 1854 bis 1859 am Polytechnikum Stuttgart, arbeitete danach einige Jahre lang beim Ausbau der österreichischen südlichen Staatsbahnen oder der württembergischen Südbahn und hielt sich später in Paris und 1867/1868 in Italien auf. In Rom erbaute er die Villa Spithöver in den Sallustischen Gärten. Um 1865 lehrte er als Professor an der Kunstgewerbeschule Stuttgart, ab 1869 als Professor an der Baugewerkschule Stuttgart.
Zu seinen Werken in Deutschland gehören das Inselhotel in Konstanz, das er 1874–1875 aus einem zuvor als Fabrikgebäude genutzten ehemaligen Dominikanerkloster schuf, das heute als Musik- und Grundschule genutzte Oberamts-Krankenhaus in Tettnang, das als einer der architektonisch fortschrittlichsten Krankenhausbauten des 19. Jahrhunderts gilt und in den 1880er Jahren entstand, sowie zahlreiche Bauten in und um Stuttgart. Seinen Entwurf für die Fabrikbauten der Textilunternehmens Heinrich Otto Söhne in Wendlingen führte sein früherer Mitarbeiter Philipp Jakob Manz fort.
Tafel entwarf 1872/1873 mit der Villa Merkel in Esslingen am Neckar den ersten Betonbau im heutigen Baden-Württemberg. Zur Gliederung der Villa sind – der Zeit gemäß – historisierende Formen, hier der italienischen Renaissance gewählt. Ähnlich traditionsbewusst gestaltete er 1887 den maurischen Saal des Konstanzer Hotels Ferdinand Halm sowie um 1901 die Gebäude an der Seestraße in Konstanz, die von Jakob Walther errichtet wurden. Tafel gestaltete die Schlösser Brunnegg in Emmishofen und Schloss Castell in Tägerwilen um.
Emil Otto Tafel starb am 26. Januar 1914 in Stuttgart. Sein Grab befindet sich auf dem Pragfriedhof in Abteilung 5.

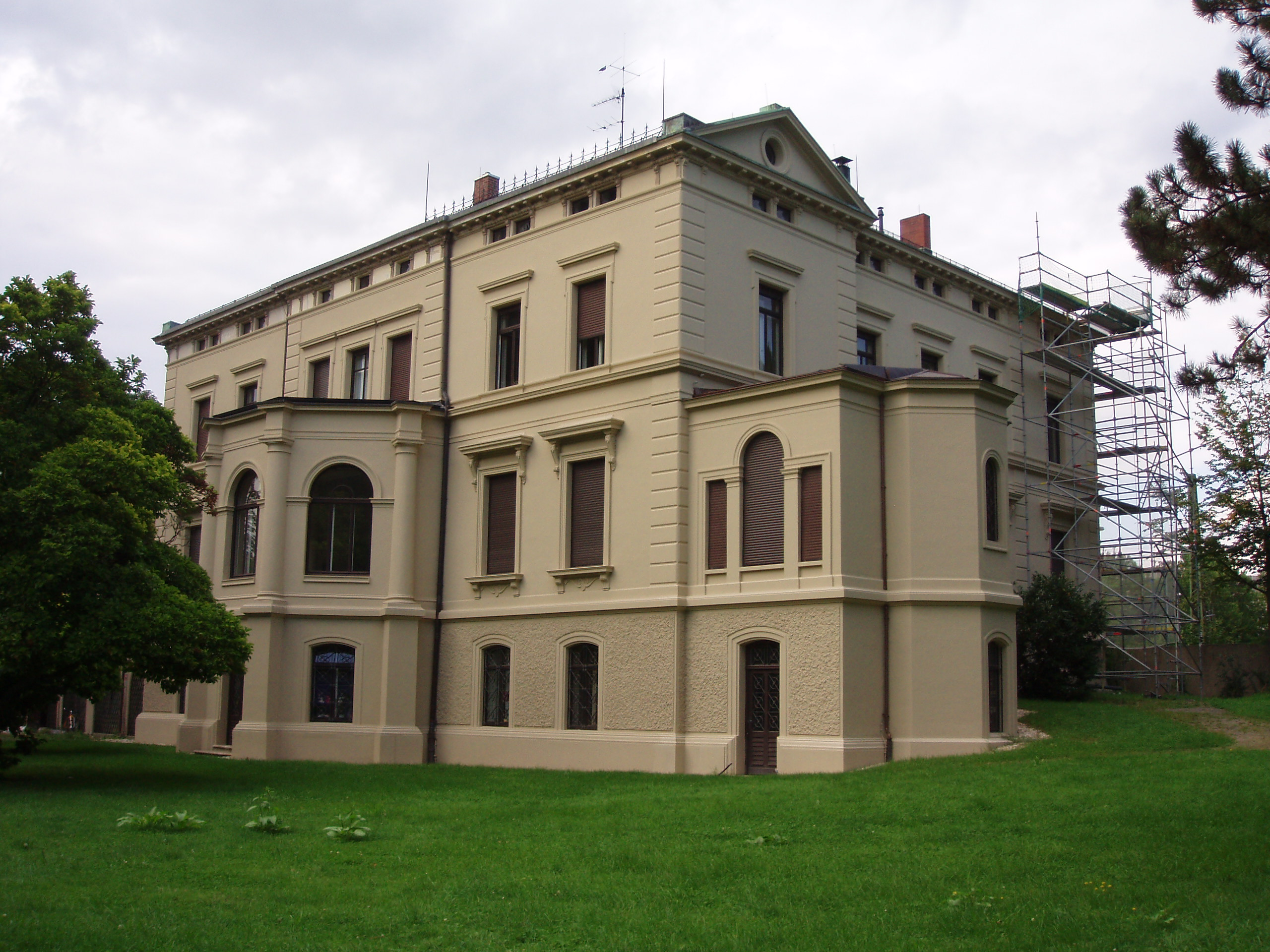
Villa Merkel in Esslingen
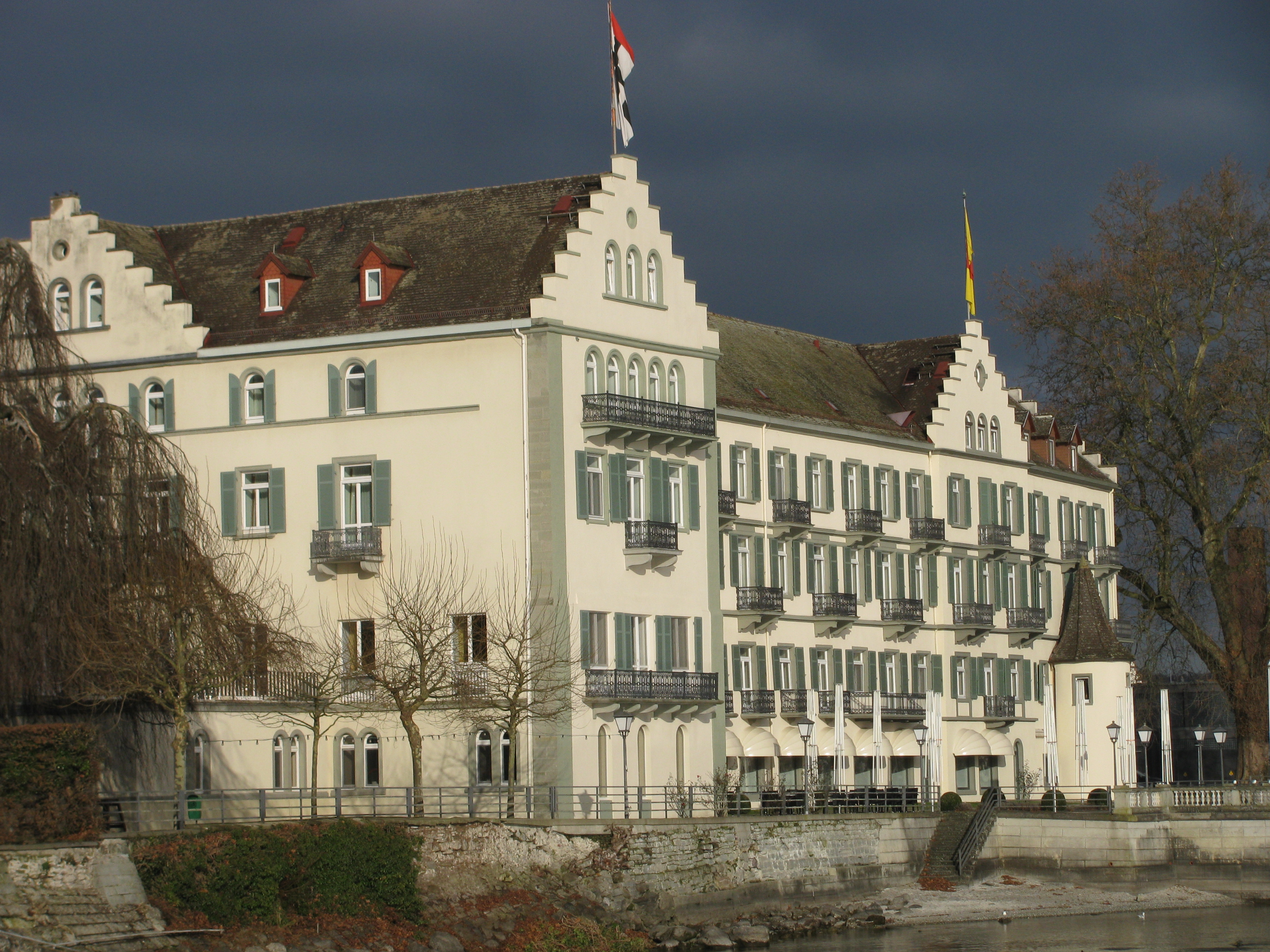
Inselhotel in Konstanz
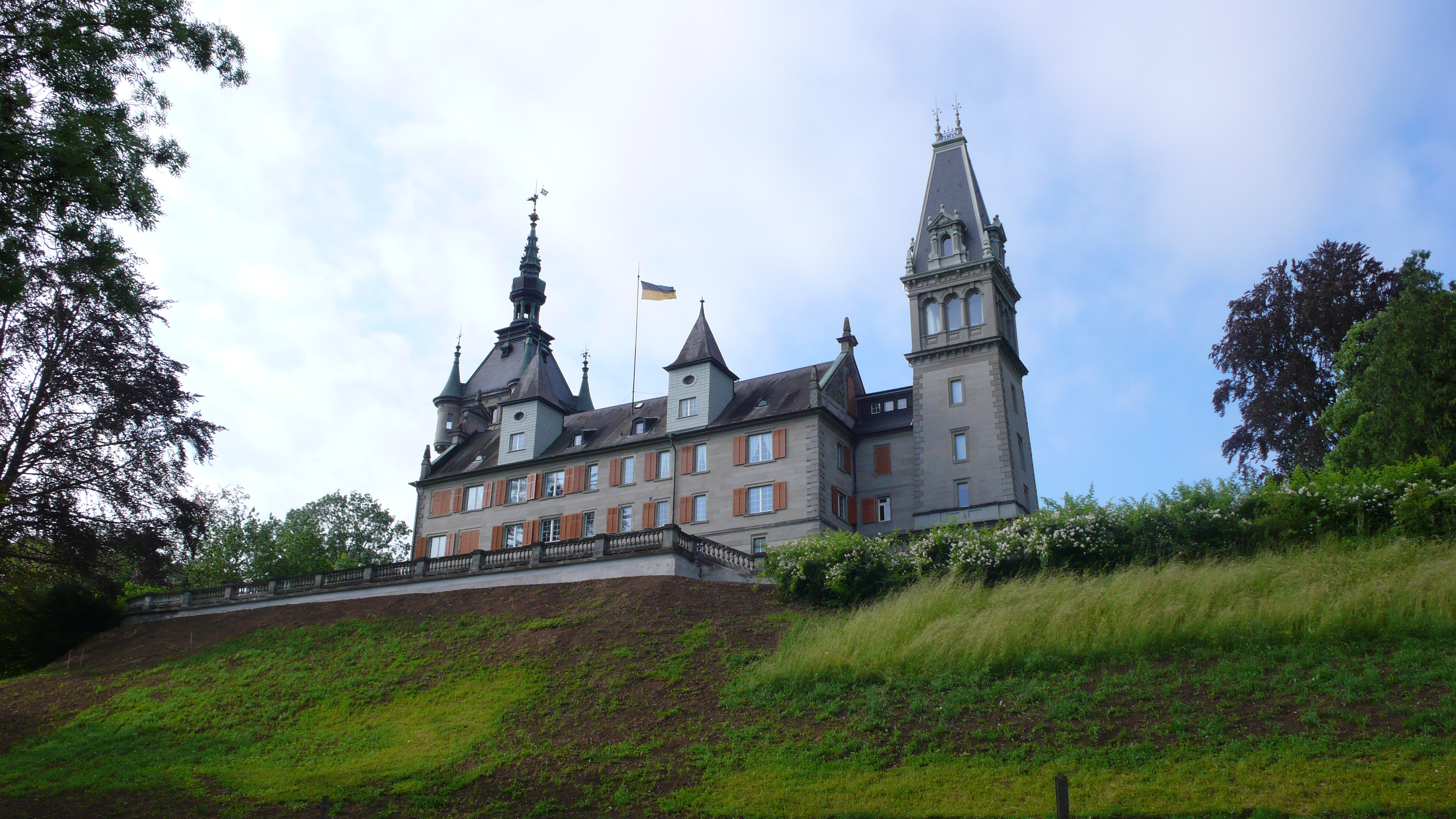
Schloss Castell oberhalb von Tägerwilen
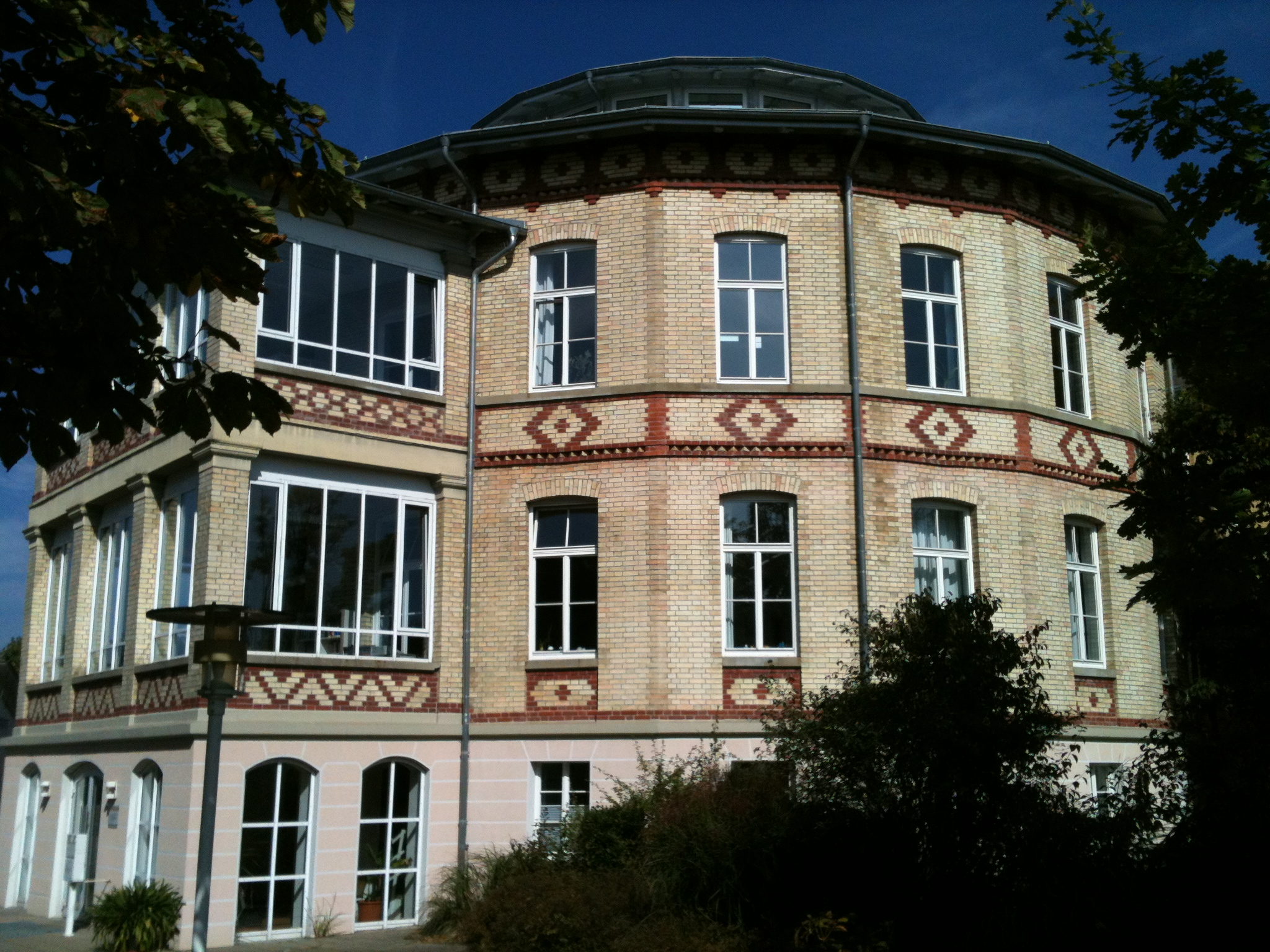
ehem. Oberamtskrankenhaus in Tettnang